# Bolboceras scabricolle
Bolboceras scabricolle är en skalbaggsart som beskrevs av John Obadiah Westwood 1848. Bolboceras scabricolle ingår i släktet Bolboceras och familjen Bolboceratidae. Inga underarter finns listade.